# Tlompakan
Tlompakan is een bestuurslaag in het regentschap Semarang van de provincie Midden-Java, Indonesië. Tlompakan telt 2429 inwoners (volkstelling 2010).